# Alcàntera de Xúquer (kommunhuvudort)
Alcàntera de Xúquer är en kommunhuvudort i Spanien.   Den ligger i provinsen Província de València och regionen Valencia, i den östra delen av landet, 300 km sydost om huvudstaden Madrid. Alcàntera de Xúquer ligger 39 meter över havet och antalet invånare är 1 380.
Terrängen runt Alcàntera de Xúquer är platt österut, men västerut är den kuperad. Runt Alcàntera de Xúquer är det tätbefolkat, med 257 invånare per kvadratkilometer. Närmaste större samhälle är Alzira, 13,7 km nordost om Alcàntera de Xúquer. Omgivningarna runt Alcàntera de Xúquer är en mosaik av jordbruksmark och naturlig växtlighet.